# Pasat
Pasati so prevladujoči vetrovi v tropih, ki pihajo blizu površja. So del globalne cirkulacije atmosfere. Pihajo iz območja visokega zračnega tlaka ob povratnikih proti ekvatorju oziroma intertropski konvergenčni coni. Na severni polobli pihajo s severovzhoda in na južni polobli z jugovzhoda.  